# Hội chứng người cá

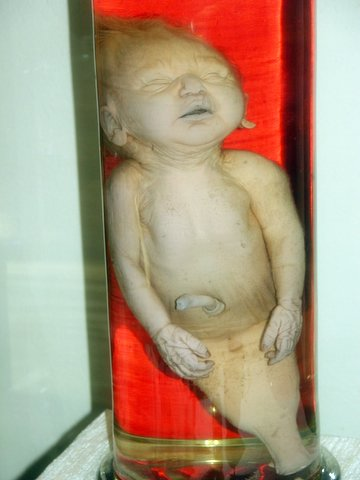
Sirene (Sirenomelia), Viện bảo tàng lịch sử và xác ướp, Pháp.

Hội chứng người cá hay còn gọi là quá trình người cá, nó là những trường hợp hiếm của bất thường bẩm sinh có hai chân bị dính lại với nhau giống như cái đuôi của cá và làm họ giống như người cá, vì lý do đó tên của hội chứng này là hội chứng người cá.
Trường hợp này xảy ra với tỉ lệ 1/100.000 (hiếm giống như trường hợp Sinh đôi dính liền) và thường thường thì mạng sống chỉ kéo dài từ một đến hai ngày do biến chứng liên quan đến sự phát triển và chức năng của thận và bọng đái. Hơn một nửa trường hợp "hội chứng người cá" dẫn đến thai chết non và tình trạng này có khả năng xảy ra gấp hơn 100 lần trong các ca sinh đôi giống hệt nhau (sinh đôi cùng trứng) so với sinh đơn hay sinh đôi khác trứng. Kết quả này là từ sự hư hại của mạch máu cung cấp từ động mạch chủ phía dưới trong tử cung. Bệnh tiểu đường của người mẹ được cho là có liên quan đến caudal regression syndrome (Hội chứng thoái hóa phần dưới)  và hội chứng người cá, tuy nhiên sự liên quan này nói chung không được chấp nhận.
VACTERL-H là sự mở rộng của Hội chứng VACTERL bao gồm chẩn đoán về hình thức ít nghiêm trọng của hội chứng người cá. Trước đây, rối loạn này được xếp vào loại Caudal regression syndrome; tuy nhiên, nó đã phân loại lại để tách ra thành trường hợp khác.